# X-MEN '97
X-MEN'97（エックスメンきゅうじゅうなな）は、同名のコミック作品を題材に、ボー・デマーヨがストリーミングサービス「Disney+」のために制作したアメリカ合衆国のテレビアニメシリーズ。2024年3月20日からDisney+より配信。1992年から1997年にかけて放送されたテレビアニメ『Xメン』の続編で、リーダーであるプロフェッサーXの死後、Xメンの新たな戦いの物語を描いている。本作はマーベル・スタジオのレーベルであるマーベル・アニメーションによって制作され、シーズン1全10話のシリーズ構成をボー・デマーヨ、監督をジェイク・カストレーナが務める。
レイ・チェイス、ジェニファー・ヘイル、アリソン・シーリー・スミス、カル・ドッド、J・P・カーリアック、レノア・ザン、ジョージ・ブザ、A・J・ロカシオ、ホリー・チョウ、アイザック・ロビンソン＝スミス、マシュー・ワターソン、ロス・マーカンド、エイドリアン・ハフがX-MENのメンバーとして出演。シーリー＝スミス、ドッド、ザン、ブザ、ハフはオリジナル・シリーズからの再出演で、クリストファー・ブリットンも出演。オリジナル・シリーズのキャサリン・ディッシャー、クリス・ポッター、アリソン・コート、ローレンス・ベイン、ロン・ルービンが新キャラクターの声優として戻ってきた。
復活は2019年6月に初めて検討され、2021年11月に正式に発表され、デマーヨとカストレーナが起用された。チェイス・コンリーとエミ・ヨネムラもエピソードの監督を務めた。デマーヨは最初の2シーズンの仕事を終えた後、2024年3月にヘッドライターを解雇された。同シリーズは、マーベル・スタジオがX-MENキャラクターの映画・テレビ放映権を取り戻して以来、初のプロジェクトとなる。アニメーションはスタジオ・ミールとタイガー・アニメーションが担当し、オリジナル・シリーズの作風を踏襲しつつアレンジされている。
『X-Men '97』は2024年3月20日に初回2話で配信された。全10話のシーズン1は5月15日まで毎週配信された。シーズン2は製作中で、シーズン3は準備中である。

## 登場人物 / キャスト
担当声優には前作からの続投された人物もおり、変更された人物もいる。なお、日本語版では現状字幕版のみ。今後、吹替版が出るかは不明。
スコット・サマーズ / サイクロプス
声 - レイ・チェイス
前作でプロフェッサーXが暗殺されXメンのリーダーを引き継ぐも、過剰にリーダーであろうとしてチーム内ではやや反発を招いている。
ジーン・グレイ
声 - ジェニファー・ヘイル
サイクロプスとの間にできた子供を妊娠中。生まれてくる子供のためにも、チームを抜けて家庭に専念すべきとサイクロプスに願う。
ジェームズ・“ローガン”・ハウレット / ウルヴァリン
声 - カル・ドッド
アンナ＝マリー・レイヴン / ローグ
声 - レノア・ザン
オロロ・マンロー / ストーム
声 - アリソン・サリー・スミス
本作ではヘアスタイルがモヒカンに代わっている。
ヘンリー・マッコイ / ビースト
声-  ジョージ・ブザ
レミー・ルボー / ガンビット
声 - AJ・ロカシオ
ジュビレーション・リー / ジュビリー
声 - ホリー・チョウ
プロフェッサーX / チャールズ・エグゼビア教授
声 - ロス・マーカンド
前作最終回で、公衆の面前でヘンリー・ガイリックによって攻撃を受けテレパシー能力を暴走させて重体となる。その後、銀河帝国シーアーに治療のため引き取られたが地球では死んだことになっており、合衆国より1996年11月11日付の死亡証明書が発行されている。
エリック・レーンシャー / マグニートー
声 - マシュー・ウォーターソン
プロフェッサーXの元友人にしてXメン最大の敵。プロフェッサーXの遺言書に従い、Xメンも含めたプロフェッサーの遺産を受け継ぐと宣言する。
ナサニエル・エセックス / ミスター・シニスター
声 - クリストファー・ブリットン
ロベルト・ダ・コスタ / サンスポット
声 - グイ・アグスティーニ
カート・ワグナー / ナイトクローラー
声 - エイドリアン・ハフ
モーフ
声 - JP・カーリアック
変身能力を持つミュータント。前作最終回で重体のプロフェッサーXの影武者としてXメンに復帰し、本作でも留まっている。
ルーカス・ビショップ / ビショップ
声 - アイザック・ロビンソン＝スミス
未来から来たミュータント。現在はXメンのメンバー。
ダニエル・ローン・イーグル / フォージ
声 - ギル・バーミンガム
センチネル
声 - エリック・バウザ
キャサリン・ディッシャー
声 - ヴァレリー・クーパー
クリス・ポッター/ケーブル
声 - ネイサン・サマーズ
カール・デンティ / Xキューショナー
声 - ローレンス・ベイン
ロバート・エドワード・ケリー大統領
声 - ロン・ルービン
アブシサ
声 - アリソン・コート
スティーブ・ロジャース/キャプテン・アメリカ
声 - ジョシュ・キートン
サンダーボルト・ロス
声 - マイケル・パトリック・マギール
最初のシーズンでは第8話からシルバー・サムライ、オメガレッド、1994年版のピーター・パーカー/スパイダーマン（ピーター・パーカーの姿としては第10話から）、第10話からはアイアンマン、デアデビル、ドクター・ストレンジ、メリー・ジェーン・ワトソン、クローク&ダガーがカメオ出演している。

## エピソード
| No. | タイトル                 | 原題                           | 監督                     | 脚本                                    | 配信日        |
| --- | ------------------------ | ------------------------------ | ------------------------ | --------------------------------------- | ------------- |
| 1   | 来たれ、我がX-MEN        | To Me, My X-Men                | ジェイク・カストレナ     | ボー・デマーヨ                          | 2024年3月20日 |
| 2   | ミュータント解放の始まり | Mutant Liberation Begins       | チェイス・コンリー       | ボー・デマーヨ                          | 2024年3月20日 |
| 3   | 炎で作られし肉体         | Fire Made Flesh                | エミ・ヨネムラ           | ボー・デマーヨ チャーリー・フェルドマン | 2024年3月27日 |
| 4   | モテンドー/生と死 前編   | Motendo/Lifedeath, Pt. 1       | チェイス・コンリー       | ボー・デマーヨ チャーリー・フェルドマン | 2024年4月3日  |
| 5   | 覚えておけ               | Remember It                    | エミ・ヨネムラ           | ボー・デマーヨ                          | 2024年4月10日 |
| 6   | 生と死 第2部             | Lifedeath, Pt. 2               | チェイス・コンリー       | チャーリー・フェルドマン                | 2024年4月17日 |
| 7   | 光る目                   | Bright Eyes                    | エミ・エメット・ヨネムラ | チャーリー・フェルドマン JB・バラード   | 2024年4月24日 |
| 8   | 寛容は絶滅 第1部         | Tolerance is Extinction, Pt. 1 | チェイス・コンリー       | ボー・デマーヨ アンソニー・セリッティ   | 2024年5月1日  |
| 9   | 寛容は絶滅 第2部         | Tolerance is Extinction, Pt. 2 | エミ・エメット・ヨネムラ | アンソニー・セリッティ                  | 2024年5月8日  |
| 10  | 寛容は絶滅 第3部         | Tolerance is Extinction, Pt. 3 | チェイス・コンリー       | ボー・デマーヨ アンソニー・セリッティ   | 2024年5月15日 |

## スタッフ
- 原作 - スタン・リー、ジャック・カービー
- シリーズ構成 - ボー・デマーヨ
- 作曲 - ニュートン・ブラザーズ
- 製作総指揮 - ブラッド・ウィンダーバウム、ケヴィン・ファイギ、ルイス・デスポジート、ヴィクトリア・アロンソ、ボー・デマーヨ
- 制作 - マーベル・アニメーション
- 日本語字幕翻訳 - 石井美智子

## ドキュメンタリー
アッセンブル X-MEN '97の裏側（Assembled X-Men '97）が、2024年5月22日にDisney+で配信された。この56分位のドキュメンタリーでは、1992年に製作されたX-MENと30年後のX-MEN '97の復活をスタッフたちが振り返る内容となっており、オリジナル・キャストと新規声優たちが本作のストーリーを語り尽くす。最後はスタッフたちが、X-MENのテーマを歌いドキュメンタリーは終わる。こちらも日本語吹き替え版がなく、日本語字幕版のみとなっている。

## 制作

### 準備
シーズン2の制作も決定しているが、シーズン1放送開始直前となる2024年3月にシリーズ構成だったボー・デマーヨが解雇されシーズン2以降の制作およびシーズン1に関するプロモーション活動に一切関わらないことが発表となった。デマーヨは、海パン姿のサイクロップスの絵を投稿したことが理由でマーベル社から解雇を命じられたとインスタグラムで伝えており、担当する予定だったシーズン2のエピソードからはクレジットされなくなる事態となった。デマーヨを解雇したマーベル社が解雇前に内部調査を行った際、その結果が凄く酷いものだったと主張しており、Varietyによるとデマーヨが解雇された原因は「性的不品行」が大きな理由だとしている。この影響を受けて、マシュー・チョーンシーがシーズン3の脚本を担当することとなった。シーズン2では、Xメンたちの前に別のXチームが2つ登場するとウィンダーバウムが発表している。

## コミック
2024年3月27日よりアニメの序章となる全4号のミニシリーズ『X-MEN '97』が刊行されている。脚本はスティーブ・フォックス。

## 評価
第1話・第2話が公開された2024年3月23日時点で、米批評サイト「ロッテン・トマト」において評論家評価100%を達成した。